# Habronattus sugillatus
Habronattus sugillatus là một loài nhện trong họ Salticidae.
Loài này thuộc chi Habronattus. Habronattus sugillatus được Griswold miêu tả năm 1987.